# Уейн (окръг, Индиана)
Вижте пояснителната страница за други значения на Уейн.
Окръг Уейн (на английски: Wayne County) е окръг в щата Индиана, Съединени американски щати. Площта му е 1046 km², а населението е 66 553 души (1 април 2020). Административен център е град Ричмънд.